# Frederick Rolfe
Pour les articles homonymes, voir Frederick, Rolfe et Corvo.
Frederick William Rolfe, plus connu sous le nom de plume de baron Corvo, et qui se dénommait lui-même Frederick William Serafino Austin Lewis Mary Rolfe, (Cheapside, Londres, 22 juillet, 1860 - Venise, 25 octobre 1913), est un écrivain, peintre, dessinateur et photographe anglais, fantasque et excentrique.

## Biographie
Fils d'un fabricant de pianos, Rolfe quitte l'école dès l'âge de 14 ans et devient enseignant, activité qu'il exerce durant la première partie de sa vie. Il enseigne l’histoire, le latin, le français, l’anglais, l’arithmétique, le dessin et le catéchisme. Il travaille dans différentes écoles et comme précepteur pour de riches familles. Il est reconnu comme étant un bon enseignant, apprécié de ses élèves, s'intéressant à leur vie extra scolaire et sachant les encadrer. Il commence son œuvre littéraire en composant plusieurs poèmes dédiés à de jeunes hommes.
Animé depuis longtemps par une grande ferveur religieuse (il s'était fait tatouer une croix sur la poitrine à 14 ans), il se convertit au catholicisme en 1886 et il est confirmé par le Cardinal Manning. Après sa conversion, il démissionne de l'école de grammaire de Grantham, désireux de s'investir dans sa nouvelle religion et de vivre avec ses frères catholiques. Il ressent une forte vocation pour la prêtrise qui le poursuivra toute sa vie, mais qu'il ne pourra jamais concrétiser malgré plusieurs tentatives d'intégrer le séminaire.

Après avoir été expulsé du Collège Catholique St.Mary's d'Oscott, près de Birmingham pour s'être consacré davantage à la peinture qu'à ses études, il est en effet expulsé du Scots College de Rome (séminaire destiné à former des prêtres pour l'Écosse) en 1889 pour sa propension à la poésie et surtout ses rapports difficiles avec les autres séminaristes et ses enseignants. 

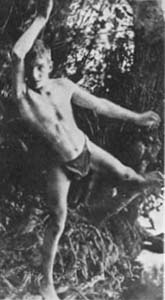
Tito Biondi Photograph by Rolfe; Rome, ca. 1890

Il décrira plus tard ce renvoi comme la plus grande déception de sa vie. Il rencontre alors la duchesse de Sforza-Cesarini, qui l'entretient financièrement pendant un temps et, d'après lui, l'adopte, ce qui lui fera user du titre de baron Corvo, son  nom de plume le plus connu, bien qu'il en utilisât plusieurs autres (Frank English, Frederick Austin, A. Crab Maid, etc).
De retour en Angleterre, sous le pseudonyme de  « baron Corvo », il contribue occasionnellement à la revue littéraire The Yellow Book - la revue jaune éditée par John Lane, par une série appelée Stories Toto Told Me ; il s'agit de réécritures pleines d'humour des légendes rurales italiennes au sujet des saints. Ces récits seront ensuite rassemblés en un volume. Il collabore également au magazine The Artist entre 1888 et 1894, sous la direction de Charles Kains Jackson (en),.
Cet ouvrage permet à Rolfe de bénéficier d'un début de reconnaissance, qui continue à grandir avec la publication de The House of Borgia en 1901, une étude historique de la prose pendant la période baroque. Rolfe développe une érudition obsessionnelle sur la Renaissance italienne, ce qui lui permet d'écrire deux romans historiques se déroulant à l'époque des Borgia : Don Tarquinio et Don Renato.
Rolfe consacre la majeure partie du reste de sa vie à l'écriture, principalement en Angleterre mais également  à Venise. Il réalise également un certain nombre de peintures, notamment la couverture de certains de ses livres, et quelques peintures d'église à Christchurch, Dorset et Holywell, près de Chester.
Durant toute la vie de Rolfe, son goût de la controverse, sa paranoïa et son caractère querelleur lui ont attiré beaucoup d'ennuis, d'ennemis, et fait perdre de nombreux amis. W. H. Auden le qualifiera d'ailleurs de « grand[s] maître[s] de la vitupération ». Regrettant de ne pas l'avoir rencontré alors qu'il vivait à Venise, Paul Morand en dresse ce portrait :

« Une vie de solitude et de pauvreté, un caractère instable, excentrique, procédurier, méchant, vicieux, vindicatif; doué pour tous les arts; fâché avec tous ses amis; tireur d'horoscopes, épris du passé de l'Eglise, de la Renaissance; adorant les fastes catholiques, sans vocation de prêtrise, chassé de tous les collèges, des prébendes, des salons, des asiles. »

— Paul Morand, Venises (1971)

## Œuvres
Rolfe était homosexuel, et beaucoup de passages de ses livres peuvent être lus comme des descriptions voilées de l'homosexualité ; c'est explicite dans Le Désir et la poursuite du Tout (publié à titre posthume en 1934) dans lequel il se venge de beaucoup d'ennemis réels et imaginaires. Les écrits de Rolfe sont atypiques. De nombreux lecteurs apprécient toujours ses œuvres du fait de son style et de sa personnalité peu commune : érudits, fleuris, et légèrement précieux. Sa poésie est rattachée au courant des Uraniens.
Son roman le plus connu est  Hadrien VII (1904), une autobiographie romancée, dans laquelle George Arthur, écrivain obscur présentant de nombreuses similitude avec Rolfe (son tabagisme invétéré y compris), est élu pape et développe un programme ambitieux pour remettre le monde sur la bonne voie. Ce livre fut salué par D. H. Lawrence, et Graham Greene le qualifia de roman de génie. Le livre a été adapté au théâtre par Peter Luke et a eu un certain succès depuis la fin des années 1960.

## Mort et oubli

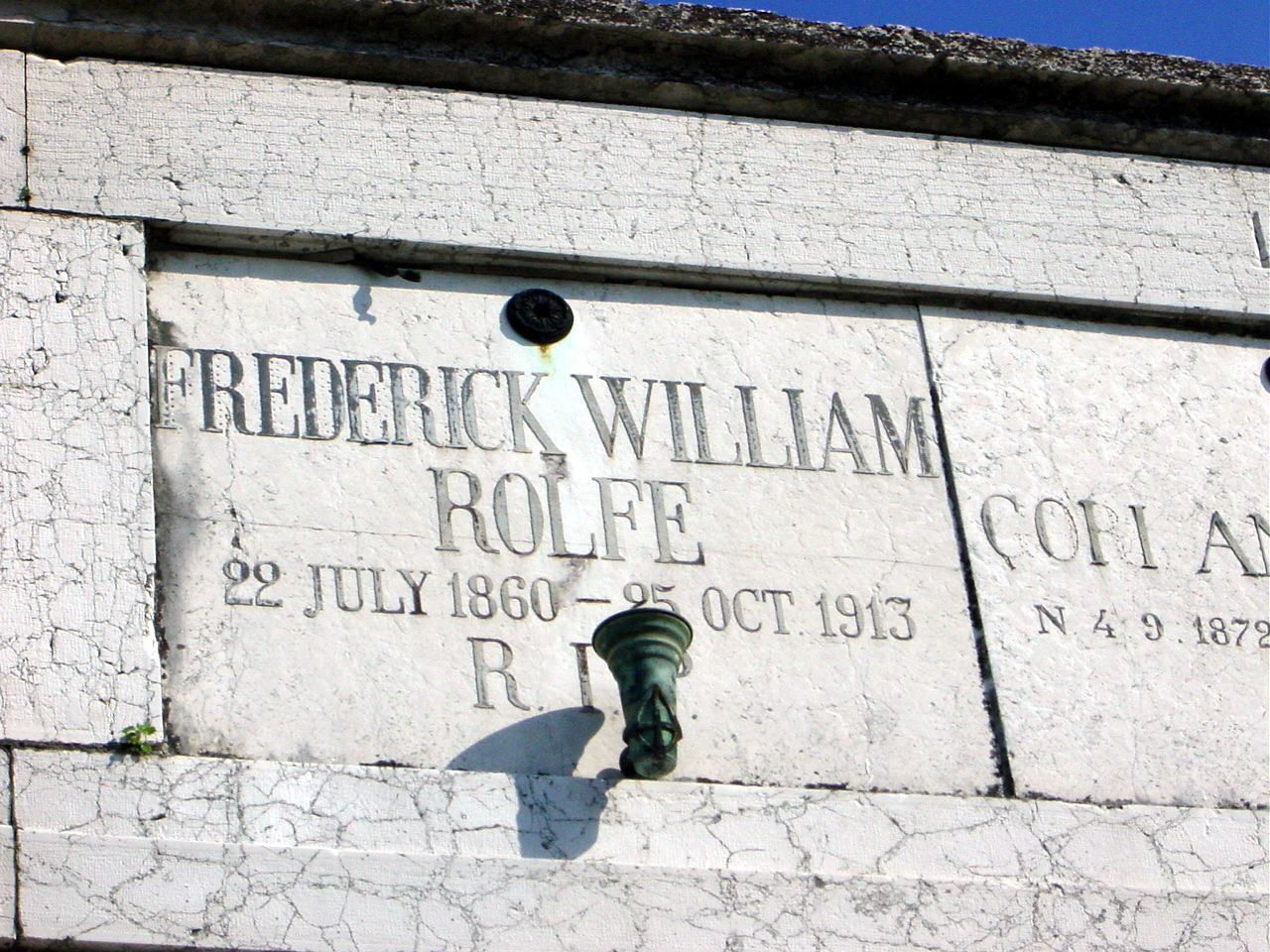
tombeau de Rolfe à Venise, (San Michele).

Le 25 octobre 1913, après avoir dîné au restaurant de l’hôtel Cavalletto et regagné son domicile (deux chambres meublées du palais Marcello), Rolfe succombe à un accident vasculaire cérébral.
Malgré sa vie folle et excentrique, Rolfe avait gardé de bons rapports avec sa famille ; aussi son frère, Herbert Rolfe, quitte-t-il l'Angleterre pour rejoindre Venise, récupérer ses affaires et organiser ses funérailles. Il trouve la correspondance de son frère, des brouillons de lettres dont certaines d'insultes, d'autres pornographiques ainsi que des dessins érotiques. Il semblerait que le consul britannique, après avoir identifié la dépouille de Rolfe, ait jeté les documents les plus "choquants" dans la lagune.
Durant sa vie, le Baron Corvo a accumulé une quantité de dettes impressionnantes. Sa famille, ne pouvant faire face à ce passif, a dû renoncer à son héritage et n'a pu exécuter ses dernières volontés. Une grande confusion a longtemps régné sur la propriété des œuvres non publiées de Rolfe, ce qui a retardé de plusieurs années leur publication ; le baron Corvo a alors sombré dans l'oubli pendant plusieurs décennies.

### Œuvres principales de Rolfe
- Stories Toto Told Me (1898)
- Chronicles of the House of Borgia (1901)
- Tarcissus the Boy Martyr of Rome (1901)
- Nicholas Crabbe (1903-4, publication posthume 1958)
- Hadrian the Seventh (1904)
- Don Tarquinio (1905)
- Don Renato (1907-8, publication posthume 1963)
- Hubert's Arthur (1909-11, publication posthume 1935)
- The Weird of the Wanderer (1912)
- The Desire and Pursuit of the Whole (1909, publication posthume 1934)
- In His Own Image (publication posthume 1926)
- The bull against the enemy of the Anglican race (publication posthume 1929)

#### Œuvres en ligne
- Don Renato: An ideal content (en anglais)
- The Armed Hands (en anglais)

### Traductions
- Hadrien VII, traduit par Jules Castier, éd. La Table Ronde, 1952  (ISBN 2-7103-1321-9)
- Le Désir et la poursuite du Tout, traduit par Jules Castier, introduction d'Alphonse James Albert Symons, Gallimard, coll. « Du monde entier », 1963  (ISBN 2-07-025484-4)
- Don Tarquinio, traduit par Jules Castier, préface de Jean-Jacques Thierry, Gallimard, coll. « L'histoire fabuleuse », 1962 ; réédition, Gallimard, coll. « L'Imaginaire » no 247, 1991  (ISBN 2-07-072188-4)
- Lettres de Venise, traduit par Michel Bulteau, éd. du Rocher, 1990  (ISBN 2-268-00933-5)
- À son image, traduit par Claudine Jardin et Vincent Giroud, éd. du Rocher, 1994  (ISBN 2-268-01663-3)
- L'Hérésie de Fra Serafico et autres histoires que Toto m'a contées, traduit par Francis Guévremont, éditions L'Œil d'or, 2015  (ISBN 978-2-913661-71-4)

### Sur Rolfe
- Alphonse James Albert Symons, À la recherche du baron Corvo, Gallimard, 1962  (ISBN 2-07-026163-8)
- Michel Bulteau, Baron Corvo, l'exilé de Venise, coll. « Les infréquentables », éd. du Rocher, 1990  (ISBN 2-268-00930-0)

### Le baron Corvo dans la fiction
Le baron Corvo est évoqué dans deux aventures de Corto Maltese d'Hugo Pratt, ce dernier ayant en commun avec Frederick Rolfe à la fois la ville de Venise et la passion de l'histoire :
- Hugo Pratt, Fable de Venise, Casterman, 1981 (1re éd.),  (ISBN 2-203-33405-3)
- Hugo Pratt, La Maison dorée de Samarkand, Casterman, 1986 (1re éd.),  (ISBN 2-203-33208-5)

Le baron Corvo y met, dans une lettre posthume ou grâce à ses notes, Corto Maltese sur la piste de trésors imaginaires.